# Nadia Kounda
Nadia Kounda (Casablanca, 24 de octubre de 1989) es una actriz marroquí.

## Carrera
Nadia Kounda nació en la ciudad de Casablanca, Marruecos. Inició su carrera en el cine y la televisión de su país en 2008. En 2011 obtuvo el papel protagónico en la película L'amante du rif, logrando el reconocimiento en su país natal. Ese mismo año se mudó a Montreal, Canadá, donde realizó estudios de actuación y producción fílmica. Kounda ha figurado en producciones nacionales e internacionales de cine y televisión.

## Filmografía

### Cine y televisión
- 2019 - Mon père n'est pas mort
- 2018 - Wala alik (TV)
- 2018 - Abou Omar El Masry (TV)
- 2017 - Déjà la nuit (corto)
- 2017 - Épouse-moi mon pote
- 2017 - La Controfigura
- 2017 - Volubilis
- 2016 - Déserts
- 2016 - Ces gars-là (TV)
- 2015 - Am Selma (corto)
- 2014 - The Red Tent (TV)
- 2014 - Dans l'ombre des Shafia (TV)
- 2014 - Certifiée Halal
- 2014 - Les Mille et une nuit (TV)
- 2014 - L'anniversaire
- 2013 - Raltat
- 2013 - Paris à tout prix
- 2012 - Salon Shehrazade (TV)
- 2011 - L'amante du rif
- 2011 - Rabat
- 2010 - Al ferka (TV)
- 2008 - Tentations (corto)